# José Félix Estigarribia
José Félix Estigarribia Insaurralde, född 21 februari 1888 i Caraguatay, död 7 september 1940 utanför Altos. Var en paraguayansk militär och politiker och Paraguays president från den 15 augusti 1939 till sin död i september följande år. Han var även överbefälhavare för den paraguayanska armén under Chacokriget (1932-1935). Paraguays framgångar i kriget gjorde honom väldigt populär.
Han valdes till president för en mandatperiod på fyra år den 15 augusti 1939. Drygt sex månader senare, den 19 februari 1940, lät han upplösa nationalkongressen och upphäva konstitutionen. Han deklarerade att dessa åtgärder var nödvändiga på grund av att "Vår nation står på gränsen till en fruktansvärd anarki". Han lovade vidare att demokrati dock skulle återinföras och en ny konstitution skulle utformas inom en snar framtid. Den nya konstitution som antogs drygt fem månader senare, och som till stor del hade dikterats fram av Estigarribia personligen, hade emellertid en betydligt auktoritär underton och stärkte presidentens makt avsevärt. Estigarribias konstitution skulle gälla fram till 1967 då den ändrades av president Alfredo Stroessner. 
Den 7 september 1940 omkom han i en flygolycka under en resa till det paraguayanska inlandet när hans flygplan havererade utanför staden Altos, alla ombord omkom. Han efterträddes som president av Higinio Moríñigo och befordrades postumt till Marskalk.